# Campeonato Mundial de Atletismo en Pista Cubierta de 2006
El XI Campeonato Mundial de Atletismo en Pista Cubierta se celebró en Moscú (Rusia) entre el 10 y el 12 de marzo de 2006 bajo la organización de la Asociación Internacional de Federaciones de Atletismo y la Federación Rusa de Atletismo.
Las competiciones se llevaron a cabo en el Palacio Deportivo Olimpiski. Se contó con la presencia de 562 atletas de 129 países afiliados a la IAAF. 

## Resultados

### Masculino
| Evento                    | Oro                                                                                      | Plata                                                                                           | Bronce                                                                                         |
| ------------------------- | ---------------------------------------------------------------------------------------- | ----------------------------------------------------------------------------------------------- | ---------------------------------------------------------------------------------------------- |
| 60 m (10.03)              | Leonard Scott Estados Unidos 6,50 s                                                      | Andrei Yepishin · Rusia · 6,52 s                                                                | Terrence Trammell Estados Unidos 6,54 s                                                        |
| 400 m (12.03)             | Alleyne Francique Granada 45,54                                                          | California Molefe Botsuana 45,75                                                                | Christopher Brown Bahamas 45,78                                                                |
| 800 m (12.03)             | Wilfred Bungei Kenia 1:47,15                                                             | Mbulaeni Mulaudzi Sudáfrica 1:47,16                                                             | Yuri Borzakovski · Rusia · 1:47,38                                                             |
| 1.500 m (11.03)           | Ivan Heshko · Ucrania · 3:42,08                                                          | Daniel Kipchirchir Komen Kenia 3:42,55                                                          | Elkanah Onkware Angwenyi Kenia 3:42,98                                                         |
| 3.000 m (12.02)           | Kenenisa Bekele Etiopía 7:39,32                                                          | Saif Saaeed Shaheen Catar 7:41,28                                                               | Eliud Kipchoge Kenia 7:42,58                                                                   |
| 60 m vallas (11.03)       | Terrence Trammell Estados Unidos 7,43                                                    | Dayron Robles · Cuba · 7,46                                                                     | Dominique Arnold Estados Unidos 7,52                                                           |
| Salto de altura (11.03)   | Yaroslav Ribakov · Rusia · 2,37 m                                                        | Andrei Tereshin · Rusia · 2,35 m                                                                | Linus Thörnblad · Suecia · 2,33 m                                                              |
| Salto con pértiga (12.03) | Brad Walker Estados Unidos 5,80                                                          | Alhaji Jeng · Suecia · 5,70                                                                     | Tim Lobinger · Alemania · 5,60                                                                 |
| Salto de longitud (11.03) | Ignisious Gaisah Ghana 8,30                                                              | Irving Saladino · Panamá · 8,29                                                                 | Andrew Howe · Italia · 8,19                                                                    |
| Salto triple (12.03)      | Walter Davis Estados Unidos 17,73                                                        | Jadel Gregório · Brasil · 17,56                                                                 | Yoandri Betanzos · Cuba · 17,42                                                                |
| Peso (10.03)              | Reese Hoffa Estados Unidos 22,11                                                         | Joachim Olsen Dinamarca 21,16                                                                   | Pavel Sofin · Rusia · 20,68                                                                    |
| 4 x 400 m (12.03)         | Estados Unidos Tyree Washington LaShawn Merritt Milton Campbell Wallace Spearmon 3:03,24 | Polonia · Daniel Dąbrowski · Marcin Marciniszyn · Rafał Wieruszewski · Piotr Klimczak · 3:04,67 | Rusia · Konstantin Svechkar · Alexander Dereviagin · Evgeni Lebedev · Dimitri Petrov · 3:06,91 |
| Heptatlón (12.03)         | Andre Niklaus · Alemania · 6.192 pts.                                                    | Bryan Clay Estados Unidos 6.187 pts.                                                            | Roman Šebrle · República Checa · 6.161 pts.                                                    |

1. ↑  Descalificación por dopaje del medallista de plata, el bielorruso Andrei Mijnevich.[1]

### Femenino
| Evento                    | Oro                                                                                        | Plata                                                                                | Bronce                                                                                    |
| ------------------------- | ------------------------------------------------------------------------------------------ | ------------------------------------------------------------------------------------ | ----------------------------------------------------------------------------------------- |
| 60 m (10.03)              | Me'Lisa Barber Estados Unidos 7,01 s                                                       | Lauryn Williams Estados Unidos 7,01 s                                                | Kim Gevaert · Bélgica · 7,11 s                                                            |
| 400 m (12.03)             | Olesia Krasnomovets · Rusia · 50:04                                                        | Vania Stambolova Bulgaria 50:21                                                      | Christine Amertil Bahamas 50:34                                                           |
| 800 m (12.03)             | Maria de Lurdes Mutola Mozambique 1:58,90                                                  | Kenia Sinclair Jamaica 1:59:54                                                       | Hasna Benhassi Marruecos 2:00,34                                                          |
| 1.500 m (12.03)           | Yulia Chizhenko · Rusia · 4:04,70                                                          | Elena Soboleva · Rusia · 4:05,21                                                     | Maryam Yusuf Jamal Baréin 4:05,53                                                         |
| 3.000 m (11.03)           | Meseret Defar Etiopía 8:38,80                                                              | Lilia Shobujova · Rusia · 8:42:18                                                    | Lidia Chojecka · Polonia · 8:42,59                                                        |
| 60 m vallas (11.03)       | Derval O'Rourke Irlanda 7,84                                                               | Glory Alozie · España · 7,86                                                         | Susanna Kallur · Suecia · 7,87                                                            |
| Salto de altura (12.03)   | Elena Slesarenko · Rusia · 2,02 m                                                          | Blanka Vlašić · Croacia · 2,00 m                                                     | Ruth Beitia · España · 1,98 m                                                             |
| Salto con pértiga (11.03) | Yelena Isinbáyeva · Rusia · 4,80                                                           | Anna Rogowska · Polonia · 4,75                                                       | Svetlana Feofanova · Rusia · 4,70                                                         |
| Salto de longitud (12.03) | Tianna Madison Estados Unidos 6,80                                                         | Naide Gomes Portugal 6,76                                                            | Concepción Montaner · España · 6,76                                                       |
| Salto triple (11.03)      | Tatiana Lebedeva · Rusia · 14,95                                                           | Anna Piatyj · Rusia · 14,93                                                          | Yamilé Aldama Sudán 14,86                                                                 |
| Peso (12.03)              | Natalia Joronenko · Bielorrusia · 19,84                                                    | Nadine Kleinert · Alemania · 19,64                                                   | Olga Riabinkina · Rusia · 19,24                                                           |
| 4 x 400 m (12.03)         | Rusia · Tatiana Levina · Natalia Nazarova · Olesia Krasnomovets · Natalia Antiuj · 3:24,91 | Estados Unidos Debbie Dunn Tiffany Ross-Williams Monica Hargrove Mary Danner 3:28,63 | Bielorrusia · Natalia Solohub · Anna Kozak · Yuliana Zhalnariuk · Ilona Usovich · 3:28,65 |
| Pentatlón (10:03)         | Liudmila Blonska · Ucrania · 4.685 pts.                                                    | Karin Ruckstuhl · Países Bajos · 4.607 pts.                                          | Olga Levenkova · Rusia · 4.579 pts.                                                       |

1. ↑  Descalificación por dopaje de la medallista de oro, la rusa Tatiana Kotova.[1]

## Medallero
| Núm. | País            | Oro | Plata | Bronce | Total |
| ---- | --------------- | --- | ----- | ------ | ----- |
| 1    | Estados Unidos  | 8   | 3     | 2      | 13    |
| 2    | Rusia           | 7   | 5     | 6      | 18    |
| 3    | Etiopía         | 2   | 0     | 0      | 2     |
| 3    | Ucrania         | 2   | 0     | 0      | 2     |
| 5    | Kenia           | 1   | 1     | 2      | 4     |
| 6    | Alemania        | 1   | 1     | 1      | 3     |
| 7    | Bielorrusia     | 1   | 0     | 1      | 2     |
| 8    | Ghana           | 1   | 0     | 0      | 1     |
| 8    | Granada         | 1   | 0     | 0      | 1     |
| 8    | Irlanda         | 1   | 0     | 0      | 1     |
| 8    | Mozambique      | 1   | 0     | 0      | 1     |
| 12   | Polonia         | 0   | 2     | 1      | 3     |
| 13   | España          | 0   | 1     | 2      | 3     |
| 13   | Suecia          | 0   | 1     | 2      | 3     |
| 15   | Cuba            | 0   | 1     | 1      | 2     |
| 16   | Botsuana        | 0   | 1     | 0      | 1     |
| 16   | Brasil          | 0   | 1     | 0      | 1     |
| 16   | Bulgaria        | 0   | 1     | 0      | 1     |
| 16   | Catar           | 0   | 1     | 0      | 1     |
| 16   | Croacia         | 0   | 1     | 0      | 1     |
| 16   | Dinamarca       | 0   | 1     | 0      | 1     |
| 16   | Jamaica         | 0   | 1     | 0      | 1     |
| 16   | Países Bajos    | 0   | 1     | 0      | 1     |
| 16   | Panamá          | 0   | 1     | 0      | 1     |
| 16   | Portugal        | 0   | 1     | 0      | 1     |
| 16   | Sudáfrica       | 0   | 1     | 0      | 1     |
| 27   | Bahamas         | 0   | 0     | 2      | 2     |
| 28   | Baréin          | 0   | 0     | 1      | 1     |
| 28   | Bélgica         | 0   | 0     | 1      | 1     |
| 28   | República Checa | 0   | 0     | 1      | 1     |
| 28   | Italia          | 0   | 0     | 1      | 1     |
| 28   | Marruecos       | 0   | 0     | 1      | 1     |
| 28   | Sudán           | 0   | 0     | 1      | 1     |
|      | TOTAL           | 26  | 26    | 26     | 78    |